# Шехдад
Шехдад (перс. شهداد‎) — город в иранской провинции Керман. Является административным центром шахрестана Шехдад.
Город окружён малыми городами и деревнями. Расположен в 95 километрах к северо-востоку от столицы провинции, города Керман. Население по данным на 2012 год составляет 4638 человек; по данным на 2006 год оно насчитывало 4097 человек.
Шехдад находится на окраине пустыни Деште-Лут; для него характерен сухой и жаркий климат. Основная сельскохозяйственная деятельность — выращивание фиников.